# Senecio kuanshanensis
Senecio kuanshanensis là một loài thực vật có hoa trong họ Cúc. Loài này được C.I Peng & S.W.Chung mô tả khoa học đầu tiên năm 2002.